# Le Thil

Le Thil este o comună în departamentul Eure, Franța. În 1 ianuarie 2022 avea o populație de 594 de locuitori.